# 死亡的幽靈在注視

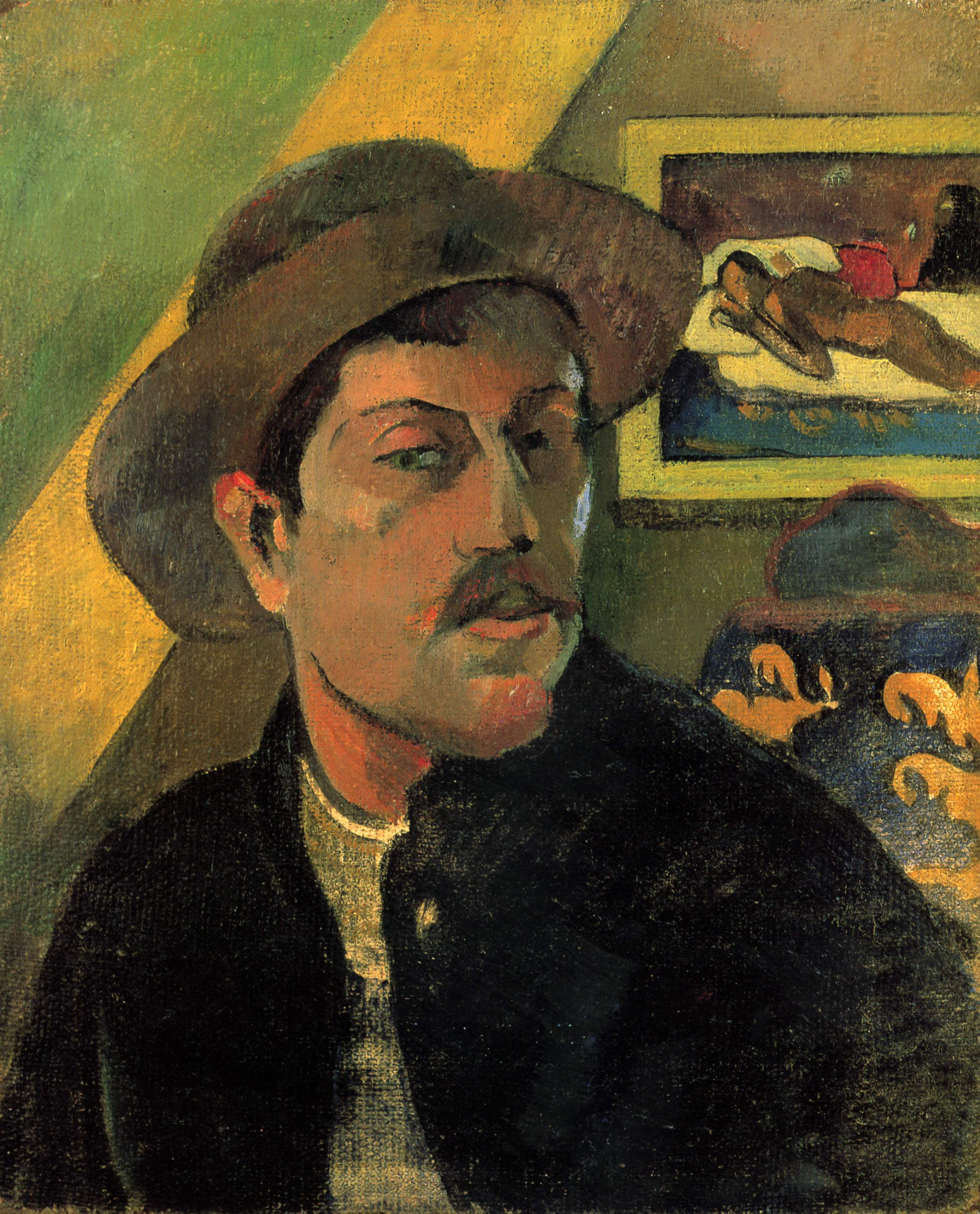
高更自畫像，1893年，《死亡的幽靈在注視》出現在畫面背景當中

《死亡的幽靈在注視》（法語：Manao tupapau）是保羅·高更在1892年繪成的一幅布面油畫，其上描繪的是一個趴著的躶體塔希提女孩，女孩背後還站著另外一名婦女。根據塔希提的神話傳說，這幅畫描繪的應該是幽靈在注視女孩，或者相反的場景。此畫的場景在高更1889年創作的一些作品及1892年的自畫像中找到痕跡。
此畫的模特是高更的14歲塔希提妻子蒂呼拉（Tehura）。據高更稱，有天晚上蒂呼拉晚歸，神色驚恐地趴在床上，這令他想起了當地傳說中的惡魔。背景中的老年女性就是惡魔，或幽靈的象征。強烈的色彩和畫面中的磷光加深了幽怪的氣氛。藝術史學家南希·馬修（Nancy Mowll Mathews）認為所謂對幽靈的恐懼只是高更的誤會，蒂呼拉恐懼的是高更的粗暴行為和對她的虐待。